# 正武寺
正武寺（しょうぶじ）は岐阜県関市志津野にある釈迦如来を本尊とする曹洞宗の寺院で、山号は経常山。
延享元年（1744年）、菖蒲谷と呼ばれていた当地に名主の佐藤林八郎が永平寺42世円月江寂を招いて菖蒲庵という草庵を開いたのが始まりである。宝暦9年（1759年）、今尾領主の竹腰正武が自らの菩提寺と経常山正武寺と改める。正室正子の墓に植えられたサザンカ2樹が現在でも残り、サザンカの寺として知られる。また、竹腰正武本廟が関市指定史跡に指定されている。